# Derrick Sharp
Pour les articles homonymes, voir Sharp.
Derrick Sharp est un joueur de basket-ball israélien, né le 5 octobre 1971 à Orlando, Floride (États-Unis).
Il est actuellement entraîneur assistant de l'équipe du Maccabi Tel-Aviv.

## Carrière
Après sa carrière universitaire, il rejoint Israël où il évolue tout d'abord dans des clubs de divisions inférieures avant de rejoindre le Maccabi Tel-Aviv pour la saison 1996-97. Depuis, il n'a plus quitté le club, devenant le joueur le plus ancien de l'équipe. 
Avec ce club du Maccabi, il enrichit son palmarès, remportant le titre national chaque année depuis son arrivée. Sur la scène européenne, il participe au renouveau du Maccabi qui remporte trois titres européens, la Suproligue en 2001 puis deux victoires consécutives en Euroligue en 2004 et 2005.
Il évolue comme meneur ou comme arrière. 
En 2011 il prend sa retraite et devient entraîneur assistant de Maccabi Tel-Aviv.

## Palmarès
compétitions internationales 
- Vainqueur de l'Euroligue 2004 et 2005
- Vainqueur de la Suproligue 2001

 compétitions nationales 
- Champion d'Israël de 1997 à 2007, 2009
- Vainqueur de la Coupe d'Israël de 1998 à 2006, 2010